# Tayum (Abra)
Tayum is een gemeente in de Filipijnse provincie Abra op het eiland Luzon. Bij de laatste census in 2007 had de gemeente ruim 13 duizend inwoners.

## Geografie

### Bestuurlijke indeling
Tayum is onderverdeeld in de volgende 11 barangays:
| - Bággalay - Básbasa - Budac - Bumagcat - Cabaroan - Deet | - Gáddani - Patucannay - Pias - Poblacion - Velasco |

## Demografie
Tayum had bij de census van 2007 een inwoneraantal van 13.360 mensen. Dit zijn 821 mensen (6,5%) meer dan bij de vorige census van 2000. De gemiddelde jaarlijkse groei komt daarmee uit op 0,88%, hetgeen lager is dan het landelijk jaarlijks gemiddelde over deze periode (2,04%). Vergeleken met de census van 1995 is het aantal mensen met 1.014 (8,2%) toegenomen.

De bevolkingsdichtheid van Tayum was ten tijde van de laatste census, met 13.360 inwoners op 42,7 km², 312,9 mensen per km².